# Schenkia kamtchatica
Schenkia kamtchatica är en stekelart som först beskrevs av Heinrich Habermehl 1930.
Schenkia kamtchatica ingår i släktet Schenkia och familjen brokparasitsteklar. Inga underarter finns listade i Catalogue of Life.